# غرايم كروفورد
غرايم كروفورد (7 أغسطس 1947 في المملكة المتحدة - 28 مايو 2025) (بالإنجليزية: Graeme Crawford) هو لاعب كرة قدم بريطاني في مركز حراسة المرمى. لعب مع سكونثورب يونايتد وشيفيلد يونايتد ونادي روتشديل ونادي يورك سيتي ونادي سكاربورو ونادي ستيرلينغشير الشرقية ونادي مانسفيلد تاون.